# Czynność administracyjnoprawna
Czynność administracyjnoprawna – czynność prawna uregulowana przez prawo administracyjne, mająca charakter działań władczych. Może wywoływać również skutki prawne w dziedzinie prawa cywilnego. Z reguły obowiązki ustanowione poprzez czynności administracyjnoprawne egzekwowane są bez potrzeby występowania do sądu, czyli w drodze egzekucji administracyjnej.
Ze względu na adresata można podzielić je na:
- akty zewnętrzne – skierowane do wszystkich obywateli i podmiotów niepodporządkowanych organizacyjnie oraz nie pozostających w szczególnych stosunkach zależności;
- akty wewnętrzne – skierowane przez organy nadrzędne do organów podporządkowanych.

Czynności administracyjnoprawne ze względu na konkretność oznaczenia adresata można podzielić je na:
- akty generalne (normatywne) – w układzie  zewnętrznym będą to rozporządzenia, w układzie wewnątrzadminitracyjnym – instrukcje i zarządzenia wewnętrzne, natomiast w układzie zakładowym - regulaminy;
- akty indywidualne – w układzie zewnętrznym są przede wszystkim decyzje administracyjne, w układzie wewnątrzadministracyjnym – polecenia służbowe (rozkazy), a w układzie zakładowym – polecenia zakładowe dla użytkowników.

Stosując jako kryterium podziału stopień konkretności oznaczenia adresata aktu można wyróżnić pięć grup aktów administracyjnoprawnych:
- akty tworzące normy ogólne – np. rozporządzenia reguła postępowania: „Każdy kto – to …” bądź gdy zaistnieje sytuacja A to ma nastąpić skutek prawny B;
- akty planowania – ustawa, uchwała, zarządzenie nakładają obowiązek wykonania planu, tj. pewnego złożonego, ale określonego i jednorazowego zadania;
- akty tworzące sytuacje prawne dla obywateli – akty te regulują prawnie konkretne, indywidualne sytuacje, ale nie są skierowane do określonego adresata, nie stwarzają uprawnień dla danego konkretnego podmiotu;
- akty tworzące uprawnienia lub obowiązek dla oznaczonego adresata (subiektywne) – akty te tworzą normę indywidualną dla określonego adresata bezpośrednio, to znaczy bez pomocy sądów, regulują jedną konkretną sprawę, przeważnie są to decyzje administracyjne, będące kwalifikowaną formą aktu administracyjnego;
- akty egzekucyjne – doprowadzają do wykonania prawa, a zwłaszcza obowiązku prawnego.